# Les ulleres d'or
Les ulleres d'or (angles: The Adventure of the Golden Pince-Nez), un dels 56 contes de Sherlock Holmes escrits per Sir Arthur Conan Doyle, és un dels 13 contes del cicle recollits a El retorn de Sherlock Holmes (1905). Va ser publicat per primera vegada a The Strand Magazine al Regne Unit el juliol de 1904, i també es va publicar a Collier's als Estats Units l'octubre de 1904.

## Trama
Una miserable nit de novembre, l'inspector Stanley Hopkins visita Holmes al 221B de Baker Street per parlar de la mort violenta de Willoughby Smith, secretari del professor Coram, invàlid. Coram havia destituït els seus dos secretaris anteriors. L'assassinat va passar a Yoxley Old Place, prop de Chatham, Kent, amb un ganivet de cera de segellat del professor com a arma. Hopkins no pot identificar cap motiu per a l'assassinat, ja que Smith no té enemics ni problemes en el seu passat. Smith va ser trobat per la minyona de Coram, que explica les seves últimes paraules com "El professor; era ella".
A més, la minyona li va dir a Hopkins que abans de l'assassinat, va sentir a Smith sortir de la seva habitació i baixar cap a l'estudi; havia estat penjant cortines i no el va veure, només va reconèixer el seu pas ràpid. El professor estava al llit en aquell moment. Un minut més tard, un crit ronc va emetre des de l'estudi, i la minyona, dubtant breument, va inspeccionar i va trobar l'assassinat. Més tard li diu a Holmes que Smith va sortir a passejar poc abans de l'assassinat.
L'únic mitjà probable d'entrada de l'assassí era per la porta del darrere després de caminar pel camí des de la carretera, i Hopkins va trobar algunes petjades indistintes al costat del camí, l'assassí, òbviament, buscava no deixar rastre. Hopkins no va saber si la pista anava o anava, feta per peus grans o petits.
L'estudi del professor contenia una oficina; no semblava haver-se robat res. Els seus calaixos es van deixar oberts, com era normal, i l'armari del mig estava tancat. El professor guardava la clau.

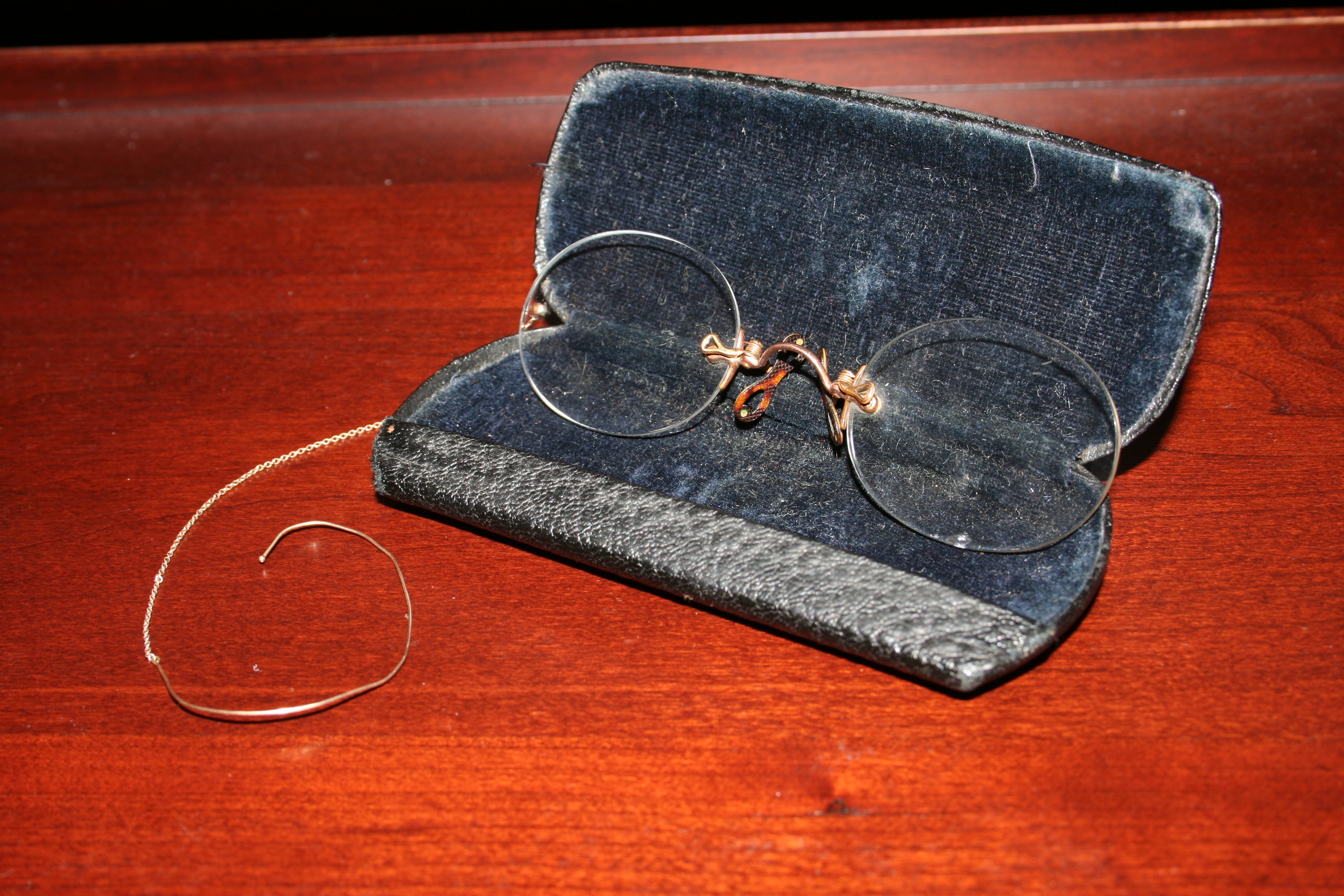
Ulleres de pince nez de pont dur amb cadena i ganxo per l'orella.

A la mà de Willoughby Smith es va trobar una prova solitaria: un parell d'ulleres de pinçanàs daurades. Holmes els examina i només d'ells dedueix els següents detalls de l'assassí:
- És una dona;
- És de casa bona;
- Es vesteix com una dama;
- És una persona refinada i està ben vestida
- Té el nas gruixut;
- Els seus ulls estan junts;
- Té el front arrugat, una mirada atenta i probablement les espatlles arrodonides;
- Ha anat a una òptica almenys dues vegades durant els últims mesos.

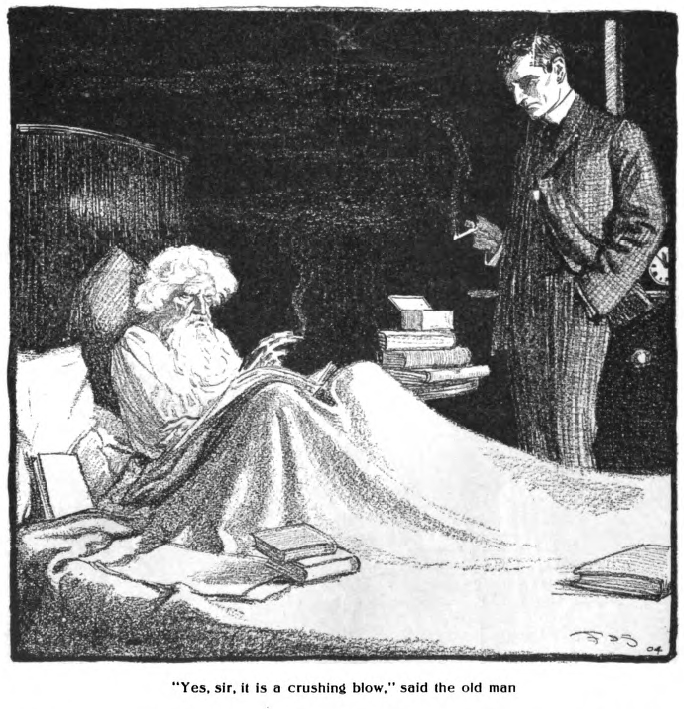
Holmes entrevista el professor, il·lustració de 1904 de Frederic Dorr Steele a Collier's

Holmes, el Dr. Watson i Hopkins es dirigeixen a Yoxley l'endemà al matí, i Holmes examina acuradament el lloc. A l'estudi, nota una esgarrapada recent a l'oficina i raona que l'assassí volia accedir al seu contingut. Smith va ser assassinat perquè la seva presència interferia amb el robatori. Ningú va veure marxar l'assassí, ni ningú va sentir obrir-se una porta. Holmes assenyala que tots dos passadissos, el que porta des de la porta del darrere i el que porta a l'habitació del professor, tenen aproximadament la mateixa longitud i estan folrats amb estores de coco.
Holmes entrevista el professor al seu dormitori, fumant molts cigarrets egipcis i deixant caure les cendres per tot el terra. El professor afirma que la ignorància total sobre l'assassinat i les aventures que la mort de Smith pot ser un suïcidi. Holmes pregunta sobre l'armari tancat a l'oficina. El professor lliura la clau. Holmes inspecciona la clau i la torna immediatament, deixant l'oficina segellada.
Watson li pregunta a Holmes si té alguna pista, i Holmes li diu que les cendres del cigarret podrien revelar la veritat. Holmes es troba amb la mestressa al jardí i té una xerrada aparentment sense importància sobre els hàbits alimentaris del professor; pel que sembla, avui ha menjat molt. Arribada la tarda, els tres homes tornen al professor a la seva habitació, i Holmes tomba els cigarrets deliberadament com a excusa per mirar més de prop el terra. La sospita d'Holmes es confirma: hi ha petjades a la cendra. En aquell moment, l'assassí, que apareix exactament com Holmes va deduir, surt d'un amagatall en una prestatgeria.
L'afer es va desenvolupar així: la dona va venir d'amagat a casa del professor per obtenir uns documents, utilitzant una clau duplicada que va obtenir d'una de les antigues secretàries. La va sorprendre Smith, a qui va atacar amb l'objecte més proper a la mà, el ganivet de cera; no tenia la intenció de matar-lo. Va perdre les ulleres en la lluita per escapar; sense poder veure-ho clarament, va girar pel passadís equivocat i va acabar a l'habitació del professor. Encara que sorprès, la va amagar. L'assassí és, de fet, la muller separada del professor, Anna, i tots dos són russos. Anys abans, la parella havia estat involucrada amb nihilistes; ella i un amic nihilista no violent van ser traïts pel professor per diners. Havent acabat la seva condemna a la presó a Sibèria, l'Anna va venir a la recerca d'evidències que exultessin la seva amiga.

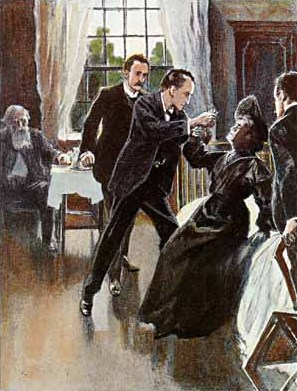
Anna se suïcida, il·lustració de 1904 de Sidney Paget

L'Anna s'havia trobat amb Smith mentre feia el seu passeig, explicant les últimes paraules de Smith. L'augment de la gana del professor, és clar, s'explica pel fet d'haver d'alimentar una segona persona amagada. Poc després de les revelacions finals, l'Anna mor a causa del verí que va prendre mentre s'amagava. El seu darrer desig és demanar a Holmes que lliuri els documents a l'ambaixada russa, que ell compleix degudament.

## Historial de publicacions
"The Adventure of the Golden Pince-Nez" es va publicar al Regne Unit a The Strand Magazine el juliol de 1904, i als Estats Units a Collier's el 29 d'octubre de 1904. La història va ser publicada amb vuit il·lustracions de Sidney Paget a The Strand, i amb sis il·lustracions de Frederic Dorr Steele a Collier's. Va ser inclòs a la col·lecció de contes El retorn de Sherlock Holmes, que es va publicar als Estats Units el febrer de 1905 i al Regne Unit el març de 1905.

## Adaptacions

### Ràdio
Una adaptació radiofònica de la història, dramatitzada per Edith Meiser, es va emetre l'1 de juny de 1931 a la sèrie de ràdio nord-americana The Adventures of Sherlock Holmes, protagonitzada per Richard Gordon com Sherlock Holmes i Leigh Lovell com el Dr. Watson.
Meiser també va adaptar la història com a episodi de la sèrie de ràdio nord-americana The New Adventures of Sherlock Holmes, amb Basil Rathbone com a Holmes i Nigel Bruce com a Watson, que es va emetre el 12 de febrer de 1940. Un altre episodi de la mateixa sèrie va ser adaptat de la història de Max Ehrlich, i es va emetre l'abril de 1949 (amb John Stanley com a Holmes i Wendell Holmes com a Watson).
John Gielgud va interpretar Holmes i Ralph Richardson va interpretar Watson en una adaptació radiofònica que es va emetre a la ràdio NBC l'abril de 1955. [8] A l'adaptació radiofònica (també coneguda com "The Yoxley [o Yatsley] Case"), Anna es mata amb una pistola en comptes de verí.
Michael Hardwick va dramatitzar la història com una adaptació radiofònica per al BBC Light Program, com a part de la sèrie de ràdio 1952–1969 protagonitzada per Carleton Hobbs com Holmes i Norman Shelley com Watson, amb Andreas Malandrinos com el professor Coram. L'adaptació es va emetre l'agost de 1962.
"The Golden Pince-Nez" va ser dramatitzat per a BBC Radio 4 el 1993 per Peter Ling com a part de la sèrie de ràdio 1989-1998 protagonitzada per Clive Merrison com Holmes i Michael Williams com Watson, amb Maurice Denham com el professor Coram i Maureen O'Brien com la Dama. Al final, mentre està detinguda, l'Anna salta davant d'un tren, i Holmes comenta que així és com mor Anna Karenina.
La història va ser adaptada com a episodi del 2010 de The Classic Adventures of Sherlock Holmes, una sèrie del programa de ràdio nord-americà Imagination Theatre, protagonitzada per John Patrick Lowrie com Holmes i Lawrence Albert com Watson.

### Cinema i televisió
Un curtmetratge mut adaptat de la història es va estrenar el 1922 com a part de la sèrie de pel·lícules Stoll protagonitzada per Eille Norwood com Sherlock Holmes i Hubert Willis com Watson, amb Teddy Arundell com a inspector Hopkins, Norma Whalley com Anna Coram i Cecil Morton York com a professor Coram.
L'adaptació televisiva amb Jeremy Brett, a la sèrie de televisió de Granada Sherlock Holmes, difereix lleugerament. Un membre amb molta barba de la Germandat Russa s'amaga al jardí i fa justícia final al dolent Professor. La clau de l'Anna era la seva pròpia original. El Dr. Watson és substituït pel germà de Sherlock Holmes, Mycroft Holmes (interpretat per Charles Gray), a causa de la indisponibilitat d'Edward Hardwicke per a l'episodi i, en lloc de Sherlock Holmes deixant caure cendra de cigarret al terra, Mycroft escampa tabac. Durant la investigació del germà d'Holmes a l'escena del crim amb l'inspector Hopkins, Sherlock Holmes murmura sobre la ironia que el seu pare va donar la seva lupa a Mycroft, que sempre s'ha representat com mandrós i letàrgic. A més, Mycroft Holmes comenta que el seu pare sempre els va dir: "Elimineu l'impossible, i el que quedi, per improbable que sigui, ha de ser la veritat". Després afegeix: "M'oblido de les seves paraules exactes, però són prou a prop".